# Kabuki-buyō

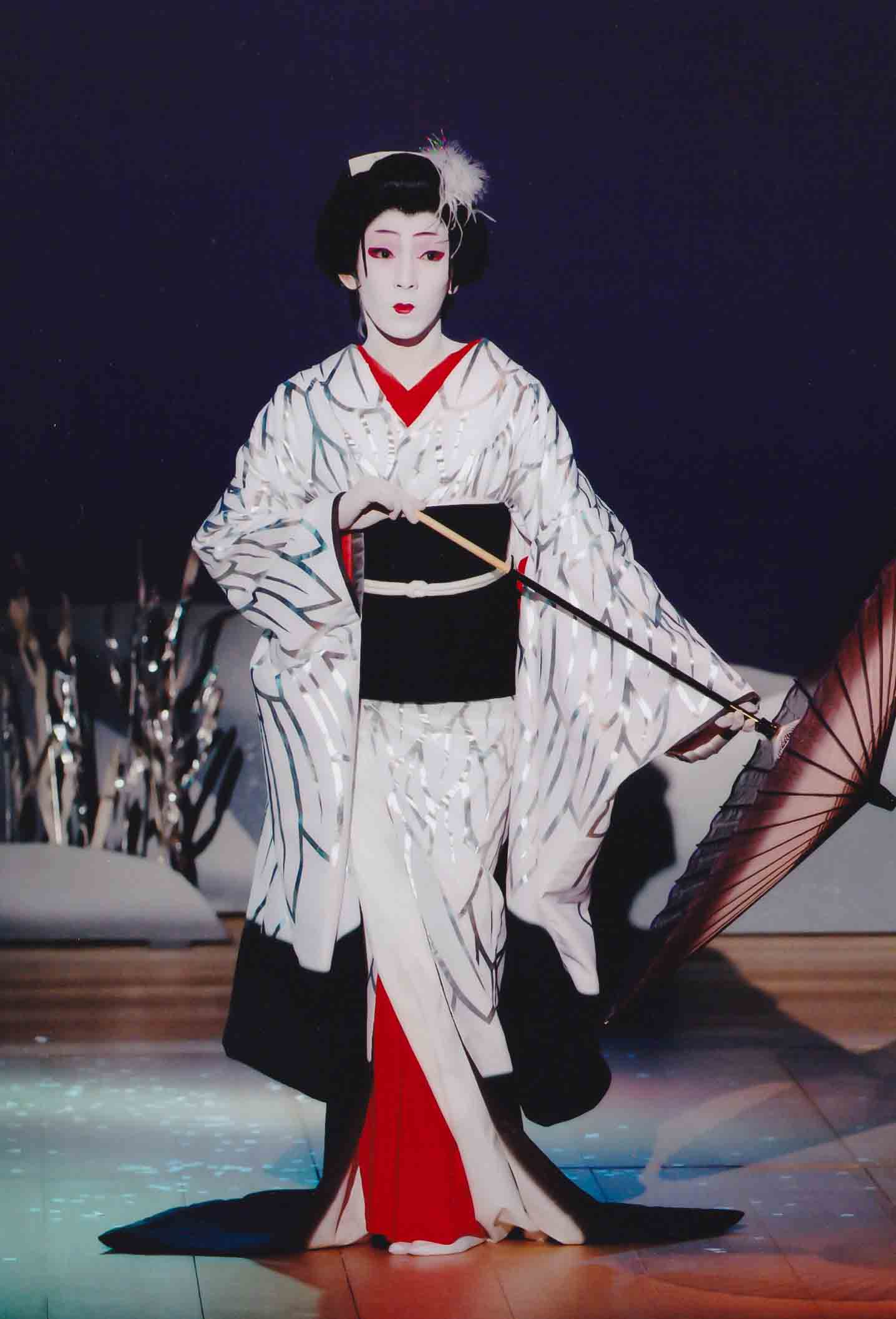
L'acteur donnagata Akifusa Guraku interprétant Sagi Musume.

Le kabuki-buyō (歌舞伎舞踊), aussi appelé shosagoto (所作事) ou furigoto (振事), est un type de pièce de théâtre kabuki basé sur la danse. C'est l'un des trois genres du kabuki, avec le jidai mono (pièces historiques) et le sewa mono (pièces contemporaines).
Élément central du kabuki depuis son origine en 1603, les pièces de shosagoto sont devenues une partie importante du répertoire du kabuki vers la fin du XVIIe siècle, et constituent encore aujourd'hui un élément clé du répertoire du kabuki.

## Style
Il existe plusieurs types de danses kabuki. Il y a une différence importante entre les danses non narratives accompagnées de nagauta (comme Fuji Musume) et les danses plus dramatiques, avec des intrigues et des personnages complexes (comme Kanjinchō). Les musiciens de nagauta sont souvent assis en rangs sur des plates-formes en gradins derrière les danseurs. Il existe de nombreuses autres distinctions et styles. Par exemple, les danses matsubame mono comprennent des décors et des costumes particulièrement théâtralisés, avec souvent des changements rapides de vêtements sur scène (appelés hikinuki),. Les danses hengemono impliquent un seul acteur jouant différents rôles.

## Histoire
Depuis l'origine du kabuki en 1603, lorsque Izumo no Okuni a commencé à se produire dans les rivières asséchées de Kyoto — un style appelé okuni kabuki —, la danse constitue un élément central du kabuki. Ces premières représentations comportaient plus de danse et de musique que de théâtre,.
Un des premiers développements importants de la danse dans le kabuki a été l'incorporation d'éléments des scènes de danse keigoto, bunraku. Cependant, les danses shosagoto, exécutées par des acteurs onnagata (lit. "rôle féminin"), entrent dans le répertoire kabuki pendant l'ère Genroku (1688-1704) (voir aussi Genroku bunka). La forme a été développée de l'ère Kyōhō à l'ère Hōreki (1716–1764), et nagauta devient la principale forme d'accompagnement.
Le premier acteur à perfectionner le genre est Segawa Kikunojo Ier (c. 1693–1749), considéré comme un excellent danseur et le meilleur Onnagata d'Edo durant la première moitié du XVIIIe siècle. Il connaît un grand succès peu après son arrivée dans la ville en 1730 en interprétant le rôle principal de la danse Aioi Jishi au Nakamura-za. Il se spécialise dans l'interprétation des danses Shakkyomono (comme Aioi jishi) et Dojojimono D'autres rôles de danse importants qu'il a interprétés au cours de ces premières années étaient Sayo no Nakayama Asama-ga-Dake (1736), Mugen no Kane (1739), Hanabusa Shishi no Rangyoku et Makura Jishi (1742) et Mugen no Kane Omoi no Akatsuki (1746).

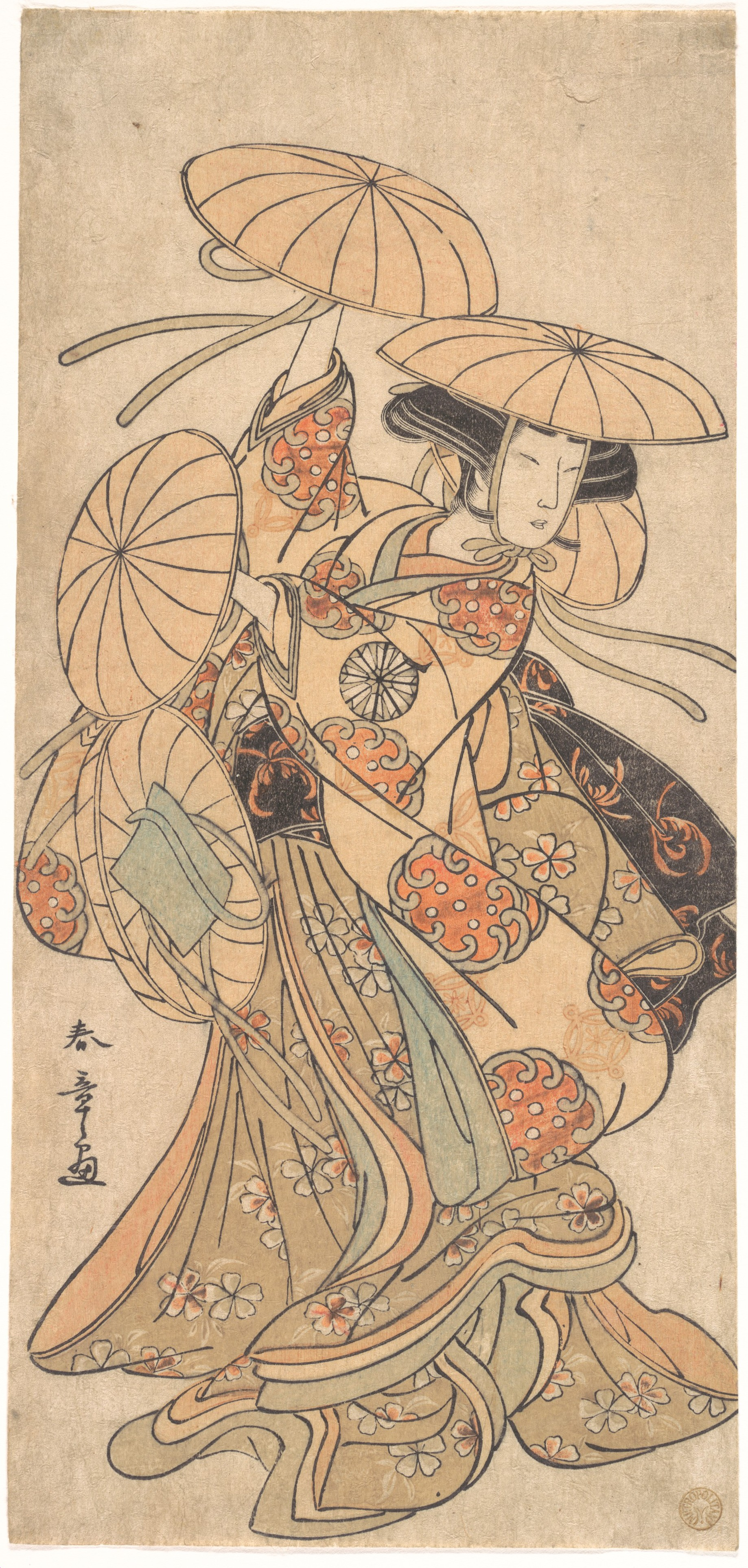
Nakamura Tomijūrō Ier interprétant Musume Dōjōji.

Nakamura Tomijuro I (1719-1786), considéré comme l'un des premiers à avoir perfectionné la danse kabuki, est un autre acteur important dans le développement précoce de l'onnagata shosagoto. Originaire d'Osaka, il connaît un grand succès au début de sa carrière avec des représentations d'une danse Shakkyomono, notamment à Edo au Nakamura-za en 1741 puis à nouveau en 1748. Sa plus grande réussite est d'avoir interprété le rôle principal lors des débuts de l'une des plus célèbres danses de kabuki, Musume Dōjōji, en 1753, toujours au Nakamura-za. Le succès est tel, que la pièce est jouée pendant plusieurs mois, et Tomijuro est devenu l'un des acteurs les plus célèbres d'Edo.